# Total-Diet-Studie
Eine Total-Diet-Studie – kurz TDS – ist eine Methode, um zu ermitteln, welche Substanzen in welchen Konzentrationen durchschnittlich in zubereiteten Lebensmitteln enthalten sind.

## Hintergrund
Die Methodik der Total-Diet-Studien wurde Mitte des 20. Jahrhunderts entwickelt. Die Europäische Behörde für Lebensmittelsicherheit (EFSA), die Weltgesundheitsorganisation (WHO) sowie die Organisation für Ernährung und Landwirtschaft der Vereinten Nationen (FAO) empfehlen Total-Diet-Studien als kosteneffektive Methode zur Ermittlung durchschnittlicher Konzentrationen verschiedener Stoffe in verzehrfertigen Lebensmitteln.
Mehr als 50 Länder haben bislang eigene Total-Diet-Studien durchgeführt, darunter die USA, Kanada, Neuseeland und Frankreich. 2015 startete mit der BfR-MEAL-Studie die erste Total-Diet-Studie für Deutschland am Bundesinstitut für Risikobewertung (BfR).

## Ziele und Methoden
Ziel einer Total-Diet-Studie ist es, fundierte Aussagen über erwünschte sowie unerwünschte Substanzen in Lebensmitteln zu treffen. Anhand der gewonnenen Daten können mögliche Lebensmittelrisiken für die Bevölkerung besser erkannt, bestehende Grenzwerte überprüft und Verzehrempfehlungen abgeleitet werden. Im Krisenfall sind die Ergebnisse eine wichtige Vergleichsbasis, um die akut erhöhten Gehalte an unerwünschten Stoffen schnell und zuverlässig einschätzen zu können.
Total-Diet-Studien werden durch drei Grundprinzipien definiert:
1. Sie bilden repräsentativ die Verzehrgewohnheiten einer Bevölkerung oder Bevölkerungsgruppe ab.
2. Die Lebensmittel werden vor der Analyse zu typischen Mahlzeiten zubereitet.
3. Ähnliche Lebensmittel werden zu sogenannten Pools zusammengefasst, homogenisiert und analysiert.

## BfR-MEAL-Studie
Die BfR-MEAL-Studie ist die erste Total-Diet-Studie für Deutschland. MEAL ist eine Abkürzung für „Mahlzeiten für die Expositionsschätzung und Analytik von Lebensmitteln“. Das Bundesministerium für Ernährung und Landwirtschaft (BMEL) finanziert die vom BfR konzipierte Studie mit rund 13 Millionen Euro. Sie startete im Jahr 2015 und ist auf mindestens sieben Jahre angelegt. Die BfR-MEAL-Studie untersucht zum ersten Mal in Deutschland nach der Methodik einer Total-Diet-Studie systematisch zubereitete Lebensmittel, um so Aussagen über die Konzentrationen verschiedener Stoffgruppen in Lebensmitteln treffen zu können. Mit etwa 60.000 Einzellebensmitteln aus 355 Lebensmittelgruppen und knapp 300 zu untersuchenden Stoffen ist die BfR-MEAL-Studie die bislang umfangreichste Total-Diet-Studie weltweit. Die Stoffe sind neun Stoffgruppen zugeordnet: Substanzen aus dem Basismodul, zu dem unter anderem Schwermetalle und Dioxine gehören, perfluorierte Tenside, Mykotoxine, Prozesskontaminanten, Zusatzstoffe, Nährstoffe, Pflanzenschutzmittelrückstände, pharmakologisch wirksame Substanzen und aus Lebensmittelverpackungen migrierende Stoffe.
Die BfR-MEAL-Studie läuft in sechs Arbeitsschritten ab:
Auswahl der Lebensmittel
Aus bereits vorliegenden Daten von Verzehrstudien erstellt das Studienteam einen Einkaufszettel, der das deutsche Ernährungsverhalten repräsentativ abbildet. Dieser deckt 90 Prozent der in Deutschland am häufigsten gegessenen Lebensmittel ab. Darüber hinaus berücksichtigt er selten verzehrte Lebensmittel, wenn sie bekanntermaßen hohe Gehalte an unerwünschten Stoffen aufweisen.
Deutschlandweiter Einkauf
Das BfR-MEAL-Team kauft diese Lebensmittel zum Teil deutschlandweit in vier verschiedenen Regionen ein und berücksichtigt dabei die unterschiedlichen
Einkaufsgewohnheiten der deutschen Bevölkerung sowie regionale als auch saisonale Besonderheiten.
Verarbeitung in der BfR-Studienküche
Die Lebensmittel werden in der eigens für die BfR-MEAL-Studie eingerichteten Studienküche zubereitet, wobei bei der Zubereitungsart und den benutzten Küchengeräten das typische Verbraucherverhalten nachgebildet wird.
Poolen und Homogenisieren
Die Lebensmittel werden anschließend gruppiert (gepoolt) und homogenisiert, sodass insgesamt 60.000 Einzellebensmittel auf 4.000 Proben (Pools) reduziert werden können.
Analyse
Mit Ausnahme der Stoffe aus Lebensmittelkontaktmaterialien, die in BfR-eigenen Laboratorien analysiert werden, übernehmen externe akkreditierte Laboratorien die Analytik der Proben.
Auswertung und Expositionsschätzung
Die Plausibilisierung der Daten aus den Laboratorien ist Aufgabe des BfR. Die anschließende Expositionsschätzung dient dem BfR als Grundlage für die Bewertung gesundheitlicher Risiken durch den Verzehr von Lebensmitteln.
Erste Ergebnisse der BfR-MEAL-Studie liegen im Laufe des Jahres 2020 vor. Der Newsletter BfR-MEAL-News informiert regelmäßig über aktuelle Fortschritte.